# DAF (Incoterm)

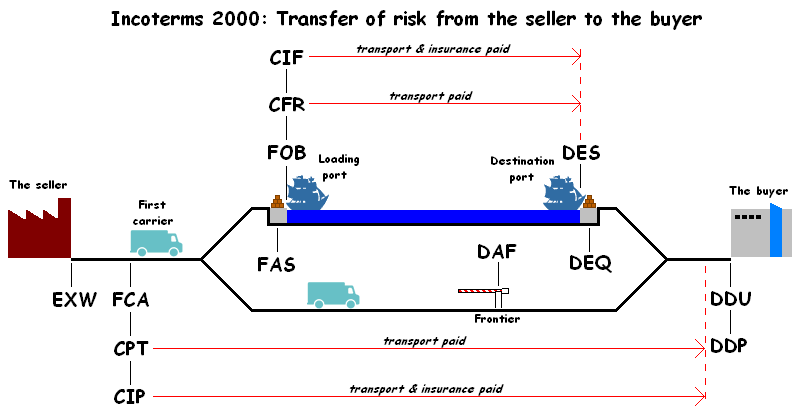
Các nhóm chính trong Incoterm 2000

Trong thương mại quốc tế, thuật ngữ Giao tại biên giới là cách dịch của cụm từ tiếng Anh: Delivered At Frontier (viết tắt DAF). Đây là một điều kiện trong Incoterms, thường được sử dụng khi hàng hóa được vận chuyển bằng đường bộ hay đường sắt. Theo điều kiện DAF thì:
Bên bán phải:
- Giao hàng tại biên giới quy định hoặc tại địa điểm quy định trước trên biên giới đó, sau khi đã hoàn thành các thủ tục về xuất khẩu lô hàng hoá đó cũng như nộp thuế xuất khẩu và các thuế, phí, lệ phí khác liên quan tới xuất khẩu lô hàng.
- Cung cấp cho bên mua các chứng từ cần thiết sao cho người mua có thể nhận hàng tại biên giới đó.

Bên mua phải:
- Nhận hàng tại biên giới quy định hoặc tại địa điểm quy định trên biên giới đó.
- Trả tiền cước chuyên chở tiếp từ biên giới tới kho hàng của mình.
- Hoàn thành thủ tục nhập khẩu, nộp thuế nhập khẩu cũng như các thuế và phí, lệ phí khác liên quan đến nhập khẩu lô hàng.
- Chịu mọi rủi ro và tổn thất kể từ khi hàng được đặt dưới quyền định đoạt của mình ở địa điểm giao hàng trên biên giới.